# Grand Gedeh
Grand Gedeh é um dos 15 condados da Libéria. Sua capital é a cidade de Zwedru. Está localizado no extremo oeste da Libéria, na costa do Oceano Atlântico, e faz fronteira com Serra Leoa e com os condados de Gbarpolu e Bomi. É habitada por uma grande população muçulmana, com residentes de Costa do Marfim.

## Distritos
Grand Gedeh está dividido em 8 distritos (populações em 2008 entre parênteses):
- B'hai (9.783)
- Cavala (13.917
- GBAO (12.197
- Gboe-Ploe (8.519)
- Glio-Twarbo (9.952)
- Konobo (21.424)
- Putu (19.887)
- Tchien (30.467)